# Société d'archéologie, de littérature, sciences et arts d'Avranches, Mortain et Granville
La Société d’archéologie d’Avranches, Mortain et Granville est une société savante fondée en 1835 dont le siège est à Avranches. Son aire d'investigation correspond à l'ancien diocèse d'Avranches et le sud du département de la Manche.
Elle a pour but « d’encourager et de développer les études archéologiques et historiques et de sauvegarder les monuments anciens ». Elle s’attache ainsi à l'histoire, à la connaissance et à la valorisation du patrimoine bâti et archéologique du sud de l’actuel département de la Manche. Dans ce cadre, elle organise des sorties de découverte et des conférences. Elle publie régulièrement la Revue de l’Avranchin (quatre fascicules par an).
La Société d'archéologie d'Avranches, Mortain et Granville participe au Congrès de la Fédération des sociétés historiques et archéologiques de Normandie. Elle compte aujourd’hui environ 550 adhérents.

## Quelques membres
- Gilles Buisson (1911-2003), vice-président
- Maxime Fauchon (1894-1981), président
- Fulgence Girard (1807-1873), secrétaire
- Édouard Le Héricher (1812-1890), président de 1850 à son décès en 1890
- Daniel Levalet, président de 2009 à 2017
- Emmanuel Poulle, président de 1997 à 2009